# 德国联邦铁路E41型电力机车
德国联邦铁路E41型电力机车（德語：DB-Baureihe E 41）是德国联邦铁路根据标准化电力机车计划而在1956年起生产的一款电力机车，主要用于铁路支线客运及短途客运。它自1968年起改称为141型，并且是重量最轻的一款标准化电力机车。

## 开发历史

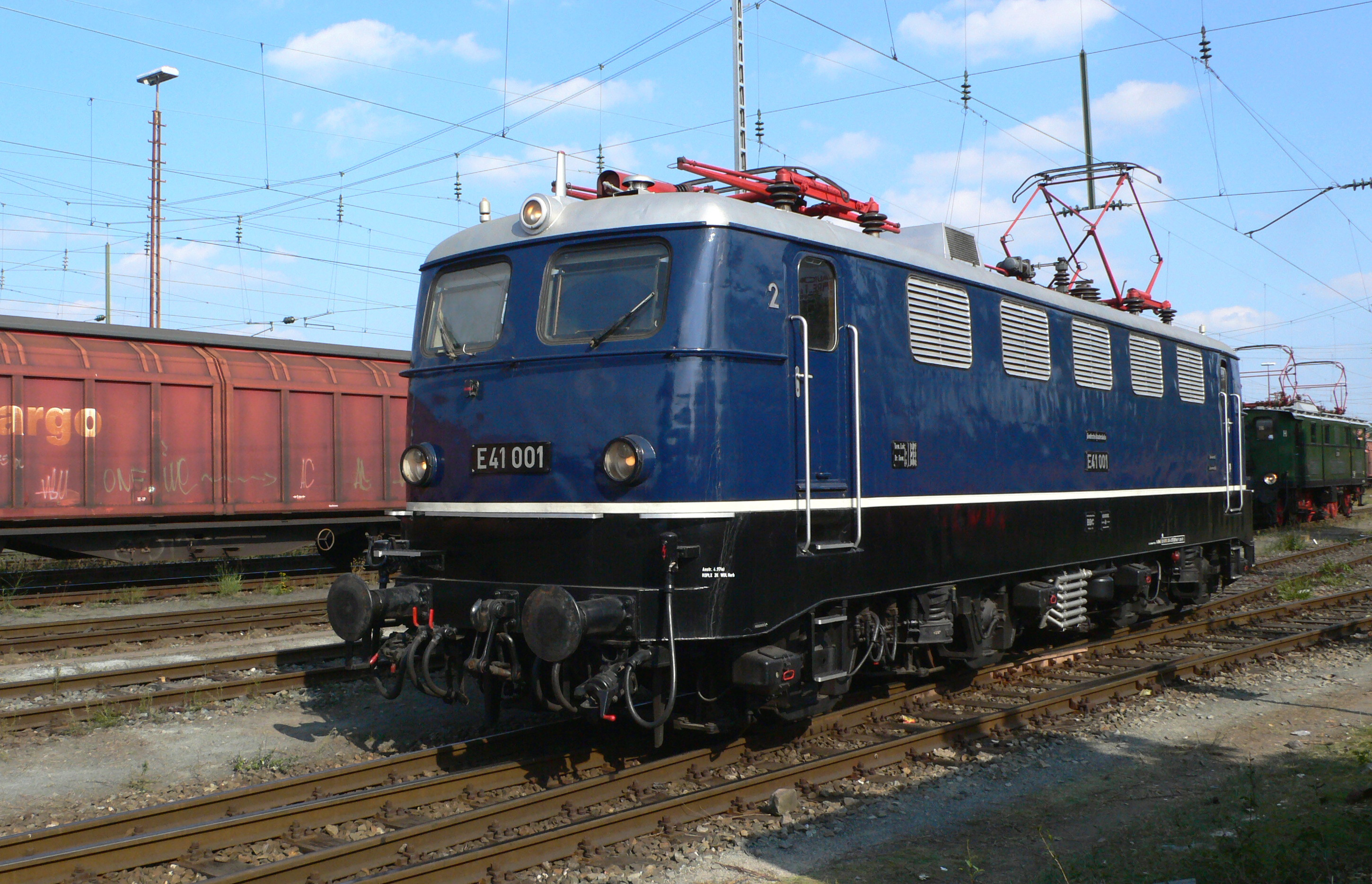
E 41 001号机车（2007年）

1950年，德国联邦铁路的专职委员会决定采购两款大面积使用标准化部件的基本型电力机车。其一是基于E94型电力机车开发的六轴货运机车，其二是基于E44型电力机车开发的四轴通用机车。它们都应设立驾驶台，以使火车司机可以坐着工作。而在此前的电力机车型号（E18型及E19型除外）中，司机都必须站立驾驶，因为这被假定为可提高他们的注意力。
首个通用机车的出厂型号在最初被设定为E46型，但在通过提升最高速度以满足快速列车的运营需求后，它又被改称为E10型。1952年，德国主要的机车制造商和电气工程企业首先联合生产了4台试验性样机，系列代号为E10.0型，它们不仅能满足联邦铁路中央局的要求，并且在传动技术、电气设备、走行结构和其它细节上都实现了各公司的特定理念。然而在其后得测试程序中表明，仅有两种类型的新机车并不足以满足所有的性能要求。因此系列车型又立即进行了重新修改，它们被分为用于快速列车服务的E10型、用于货运列车的E40型（两者均由西门子-舒克尔特/克劳斯-玛菲研发）、用于轻载短途客运的E41型（由BBC/亨舍尔研发）和用于重载货运的六轴机车E50型（由AEG/克虏伯研发）。
根据修订后的型号要求，E41型机车（1968年起改称141型）主要担当短途客运及轻载货运的牵引机车。由于它们的研发目标之一是应在电气化的支线铁路使用，其轴重被控制在15吨以内。相对于其它标准化电力机车的型号，E41型的成本更为低廉，并能发挥更大的作用。因此除其他事项外，机车的电气部件存在显著的差异。

## 批量生产
在1956年至1971年期间，德国联邦铁路共采购了451台E41型机车，而最后交付的16台机车则是在出厂时直接使用了新的定型编号141型。所有机车都配备了动力集中式列车控制设备。它们之中的一些机车随后也被用作自1987年起也被用作S-Bahn服务，例如在莱茵-鲁尔S-Bahn（141 248号机车在1977年牵引n-型车厢试运行）以及自1987年在纽伦堡S-Bahn中使用。
最后交付的5台141型机车还试验性的搭载了电子再生制动，可以将制动能量反馈至接触网。这些机车的特点是车顶上的箱型盖，它被安置在固定辅助设备部分的下方，从而与不设再生制动的版本作区分。

## 设计特点

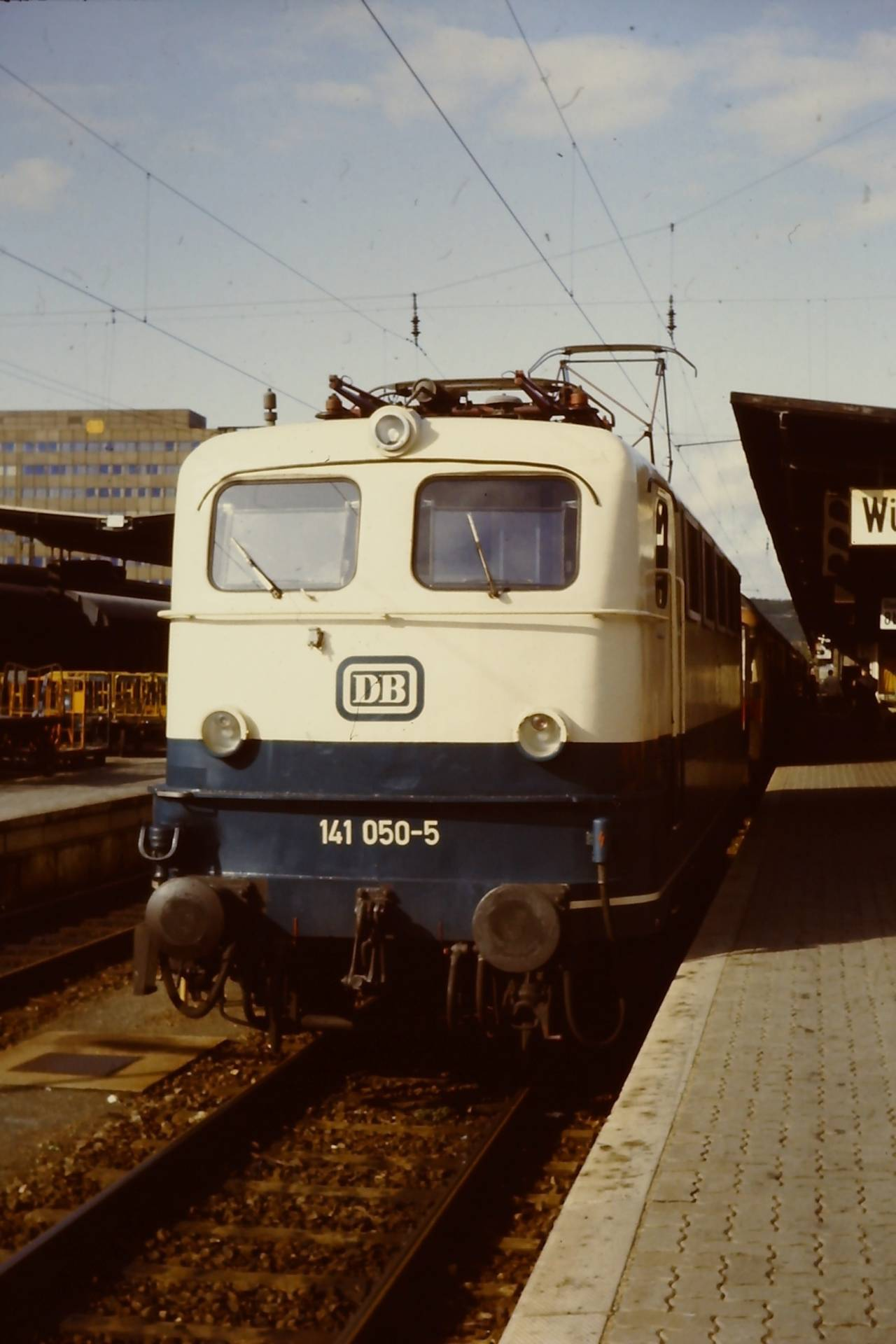
配备简易大灯及扶手杆的141 050号机车于维尔茨堡（1983年）

与所有其它标准化电力机车一样，E41型机车的转向架轴承也采用箱型结构焊接。焊接的桥式底盘是基于转向架上的螺旋弹簧和橡胶元件实现支撑。桥式底盘和箱形结构形成一个自承式的单元。制动装置包括一个间接作用的克诺尔型空气制动器以及用于分流直接作用的辅助制动器。
E41型机车使用的牵引电动机是根据ET30型电联车进一步发展而来，这是一个10针的版本，型号为ABM 6651型。与其它所有标准化电力机车一样，橡胶空心轴传动装置均由西门子-舒克尔特提供，它们已在首台E10.0型机车中证明了自身优异的传动性能。
车顶设备包括两个DBS 54a型双臂受电弓、然后是强制安装的车顶隔板、压缩空气主开关和用于测量接触网电压的高压互感器。变压器是一个采用油冷却的三回路变压器。
驾驶室的安全设备有机械或电子的紧急列车停止装置、点状列车控制装置（如今根据新的要求使用PZB 90的软件版本）和车载无线电设备。自1990年代末起，用于客运的机车都被强制加装了一个0公里启动中控门锁（简称）。此外，所有用于S-Bahn运营的141型机车都配备了多频列车控制装置。机车的加装投入还包括牵引双层列车时可以有选择的开启单侧车门的控制设备。141 400号和403号机车则曾在一段时间内搭载了列车连续监控装置（Kontinuierliche Zugüberwachung，简称Konzug）于希尔德斯海姆至黑尔姆施泰特之间进行测试，这是线状列车控制装置的雏形。
全部141型机车均设有通过36针控制电缆实现的传统动力集中式列车控制设备，从而使动力集中式列车操作得以首次在地区范围内运用。141 091号机车自1960年起搭载了日后时刻复用动力集中式列车控制设备（zeitmultiplexe Wendezugsteuerung，简称）的早期版本进行测试，其特征在于所述控制指令是作为音频信号通过电子列车加热管进行传送。用作纽伦堡S-Bahn的141型机车最终配备了ZWS（音频复用控制是通过UIC电缆（扬声器电缆）传送控制指令），使得它们在结束S-Bahn运营后仍然可以非常灵活的运用于动力集中式双层列车之中，但这可能会导致机车的性能达到极限。

## 运用
141型机车在早年便已不仅限于用作牵引n-型车厢的动力集中式列车服务。它一面世就被投入了支线货运列车甚至快速列车运行。因此首批出厂的部分机车使用了象征德国联邦铁路长途运输的蓝色涂装。在德铁于1950年代末提出将快速列车的最高速度提升至140公里/小时后，机车在这一方面的运用即宣告结束。然而，机车的主要应用领域仍是牵引动力集中式列车，并率先在慕尼黑地区、鲁尔地区和萨尔地区完成了首次运行。
141型机车曾长期运行于老联邦德国的线路中，例如慕尼黑、萨尔布吕肯、特里尔、基尔、法兰克福和多特蒙德周边的都会区，两德统一后，在萨勒河铁路的卡姆堡及普罗布斯策拉之间至瑙姆堡及耶拿的线路中也能见到这款机车的踪影。
1987年，7台141型机车（141 436号至141 442号）被编入新成立的纽伦堡S-Bahn中使用。它们采用橙色/卵石灰色的S-Bahn涂装，并与x-型车厢共同构成动力集中式列车车组。这些机车直至1994年被143型机车（原德国国营铁路243型）替换并重新喷漆。
两德统一后，141型机车的许多运营服务均被取代，尤其是143型机车。如今的动车组，425型电联车也占据了141型机车原先的运用领域。

### 涂装变化
德国（联邦-）铁路的各种配色方案在141型机车身上都能得到较佳的展现效果，它们曾被主要漆以6款不同的配色方案：
首台机车由于作为当时仍然有效的快速电力机车概念（可牵引最高时速为120公里/小时的快速列车）的类别，因此被漆成了钴蓝色。在这一概念发生变化后（快速列车类别必须达到140公里/小时），机车即更改为通勤列车和货运列车所匹配的氧化铬绿色涂装。随后它们自1975年4月起又转化为海蓝色/米色的变体涂装，自1987年3月起又改用东方红色涂装（最先于汉堡）。机车最后采用的配色方案是自1997年10月起实施的现今交通红色涂装。部分运用于纽伦堡的141型机车在1987年还收到了与当时S-Bahn涂装相匹配的橙色/卵石灰色涂装。
运用于哈根的141 248号机车则在1977年1月收到了非对称的S-Bahn试验性涂装，它与普通的海蓝色/米色配色方案相类似。由于机车需要固定牵引一列单侧带有蓝色窗边条纹的试验列车运行，即由埃森铁路局根据S-Bahn运输需求所改造的n-型车厢，因此机车及车厢采用了相互协调的色调。这列车组被称为“卡尔斯鲁厄列车”（Karlsruher Zug），是如今被频繁使用的S-Bahn列车的原型，通常由111型或143型机车牵引3至5节x-型车厢组成。另一个采用过特殊涂装的是141 378号机车，它在海蓝色/米色的标准涂装基础上还漆以了蓝色的车顶。

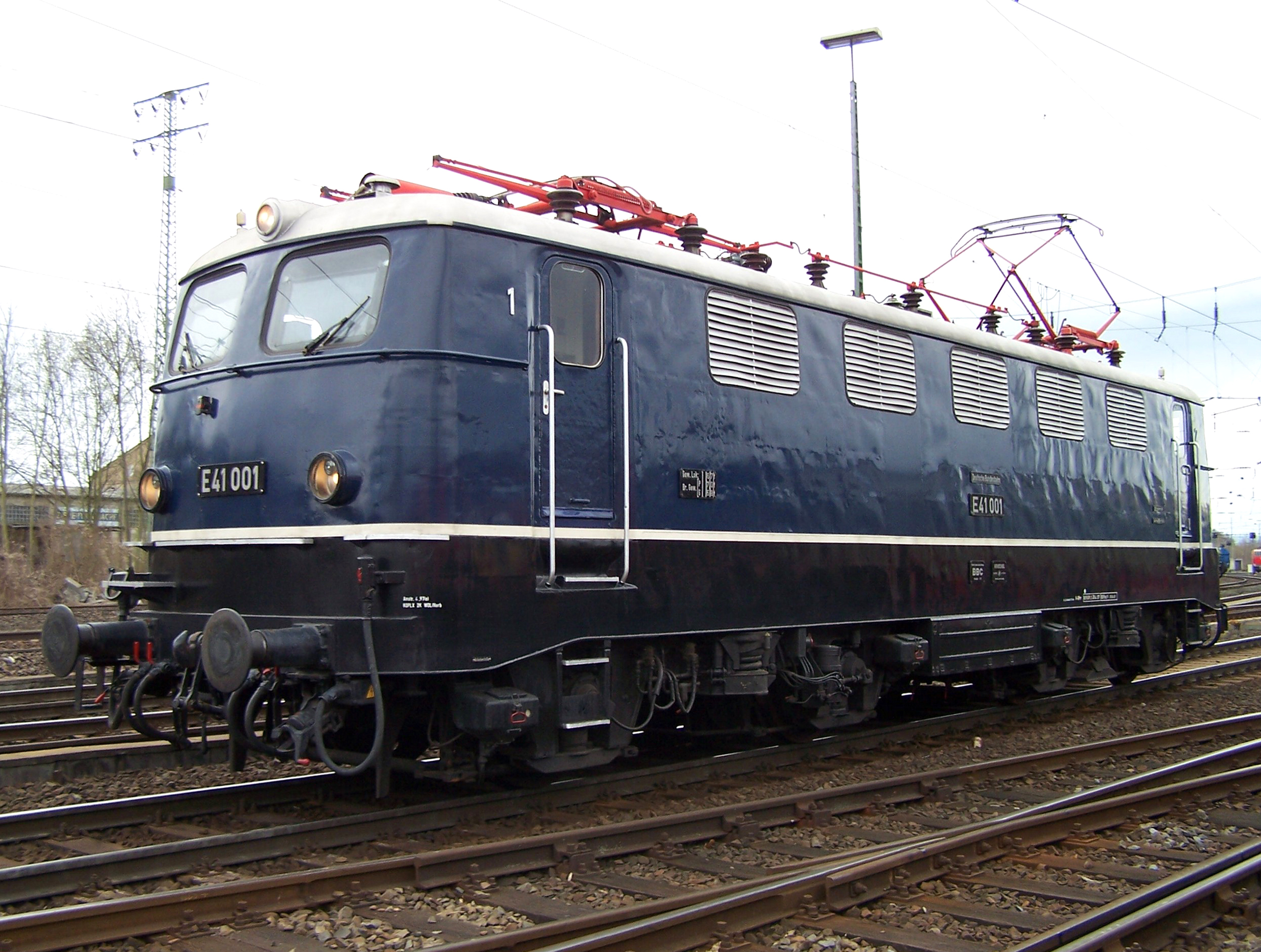
采用钴蓝色涂装的E41 001号机车在科布伦茨德国铁路博物馆（德语：DB Museum Koblenz）进行展示运行（2010年）
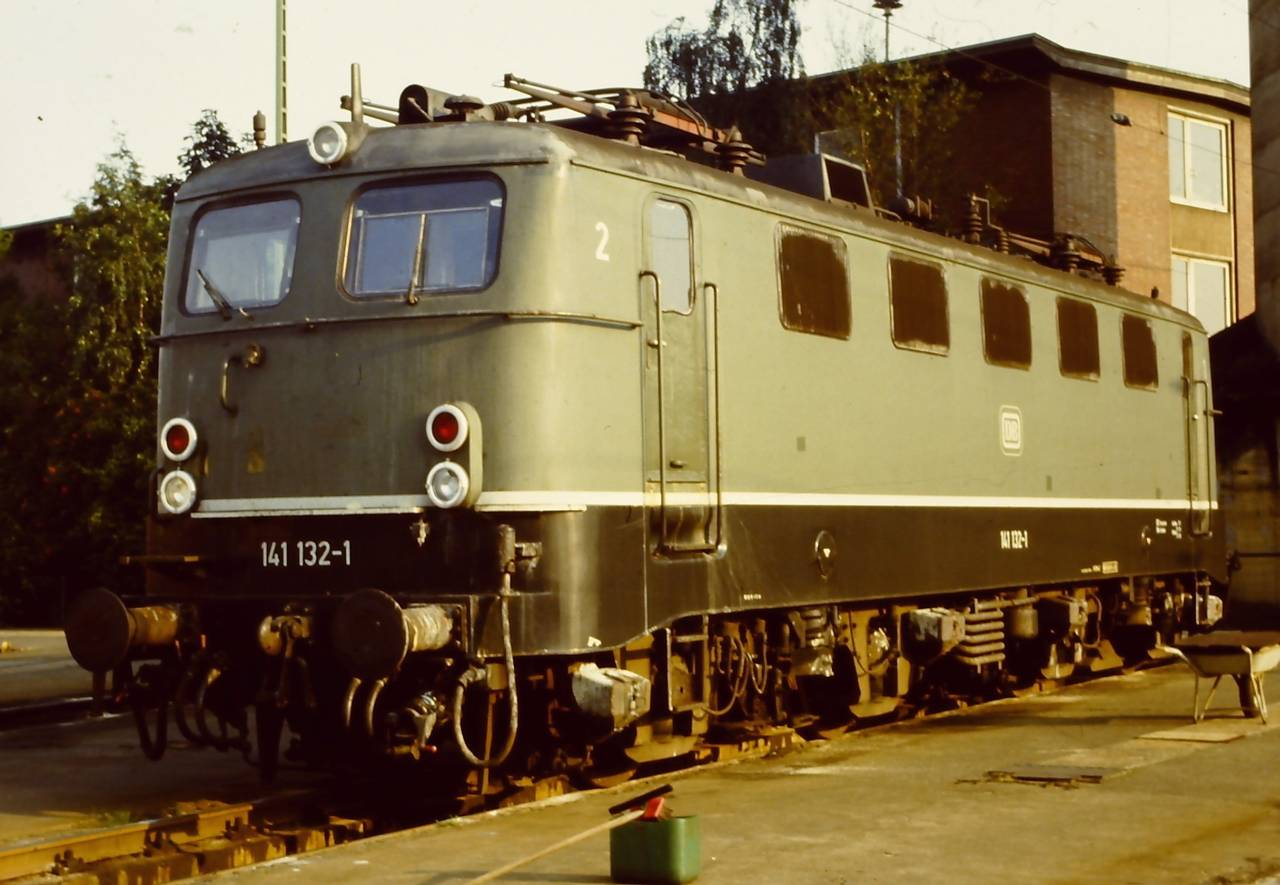
采用氧化铬绿色涂装的141 132-1号机车于不来梅车辆段（1984年）
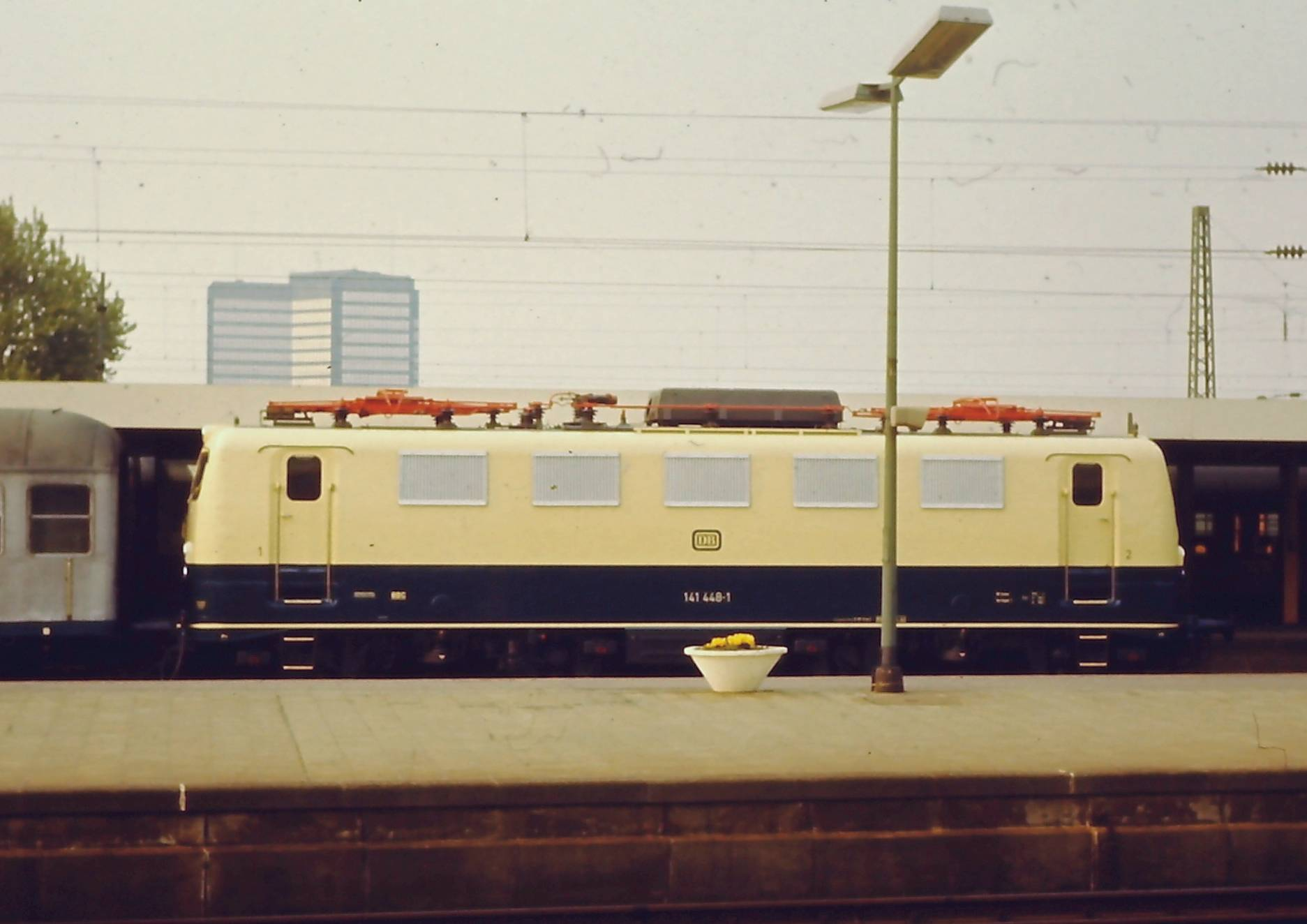
采用海蓝色/米色涂装、带有新通风格栅的141 448号机车于埃森
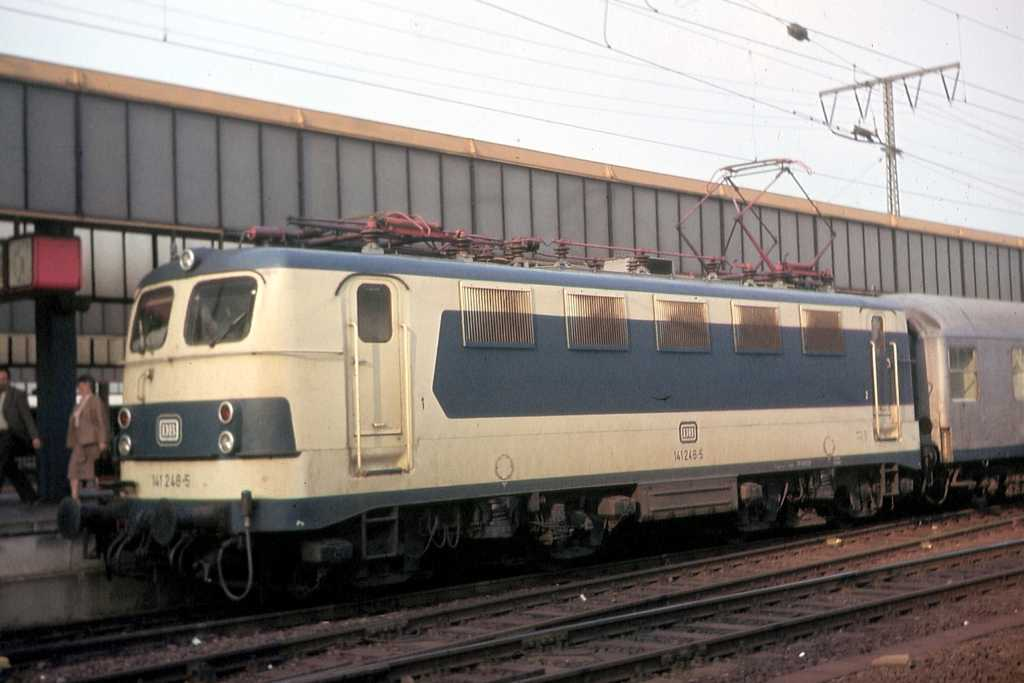
采用试验性涂装的141 248号机车于埃森（1983年）
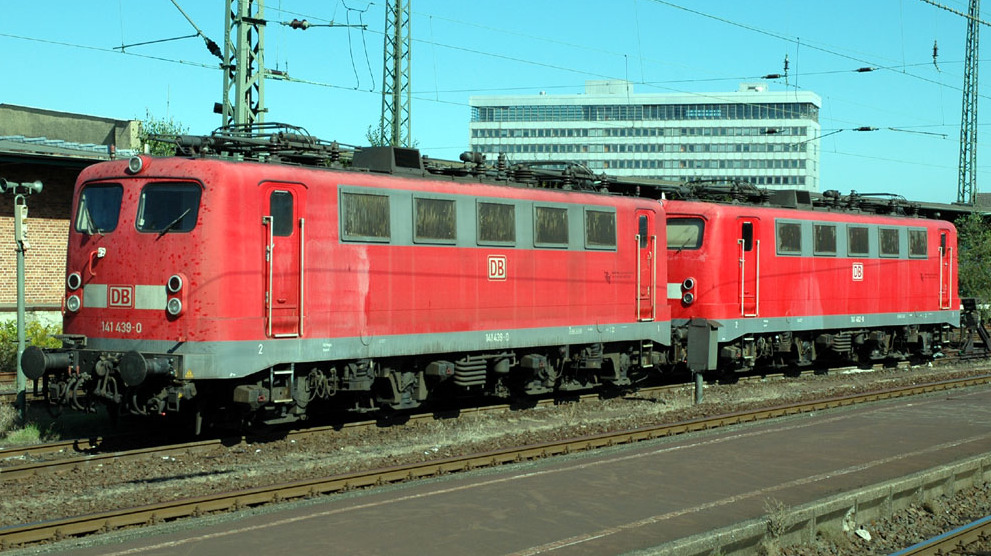
采用交通红色涂装141 439号及402号机车于卡塞尔（2006年）

## 退役
德国联邦铁路早在1980年代末便考虑在中期将141型机车作拆分。其首次减少库存的计划是在1987年实施，远远早于其它的标准化电力机车。因此，141型机车不应再被纳入东方红色的喷漆方案，除了为特定运用区域（汉堡城铁、“威斯巴登城铁”：法兰克福－美因茨－威斯巴登）量身订造的机型。但在两德统一后，短途运输的需求日益增大，尤其是在区域运输中需要数量庞大的动力集中式列车牵引机车；以及随着德国铁路改革的推进而拆分的若干业务部门，特别是计划将140型机车分配至德铁货运、141型机车分配至德铁区域运输，这些都表明将机车提前退役是不切实际的。从1990年代中期开始，机车最终完成了东方红色喷漆，并自1997年起也参与了德国铁路新的交通红色涂装概念。
因此141型机车很大程度上可以维持传统的运用领域直至1990年代末；截至1999年12月31日，总产量为451台的141型机车仍有334台仍处于运营状态，它们集中分布在布伦瑞克（从塞尔策及汉堡转配而来）、多特蒙德、法兰克福、纽伦堡和萨尔布吕肯等地，并根据它们的运用特点被广泛使用。
随着425型及426型电联车的交付，大量配备36针动力集中式列车控制电缆的110型和143型机车投入使用；以及区域运输服务被外判至私营铁路公司，这些都意味着141型机车的运用领域被大幅缩减，其最初撤离的区域是弗兰肯及巴伐利亚州，其次是黑森州、莱法州、北威州、汉堡及石荷州，并最终也从不来梅州及下萨克森州撤出。
这些不再需要的机车大多进行了报废处理。特殊的命运则降临在141 046号机车身上，它在1995年被废弃，后于2007年在汉诺威作为发电机车使用；141 068号机车则被保留在法兰克福车辆段用作培训用途；141 160号机车于1999年至2005年期间在诺特海姆也用作发电机车；而141 161号机车则在克赖恩森作为德铁线路的应急演练机车使用，但自2005年起已被封存在富尔达车辆段。
至2005年12月31日，仅剩5台141型机车仍处于运营状态（不包括由德铁区域运输租借至达姆施塔特-柯拉尼希施泰因铁道博物馆的141 228号机车），其中4台（141 400号–402号、439号）驻扎在法兰克福，这是由于当地的运力不足而重新返回运营；另有1台（141 083号）则驻扎在布伦瑞克。
在布伦瑞克的141 083号机车于2006年2月退役后，141型机车最后的运用场所仅剩法兰克福。从2005年12月至2006年5月初，最后4台机车在卡塞尔及梅尔松根间定期作为卡塞尔有轨电车的替换服务运行，如有需要，它们还可与其它机车共同执行一个穿越黑森州的交路计划。在法兰克福的6台更年轻的143型机车退役后，最后4台141型机车连同馆藏机车141 228号又重新定期运行于卡塞尔、吉森和迪伦堡间的美因-威悉铁路中，或可牵引特别列车运行。而在推挽式的美因-威悉区域列车于2006年12月10日转换为动车组形式的中黑森快车后，这些机车也丧失了最后的运用领域。最后4台驻扎在法兰克福的机车在停运六个后还有3台（400号、402号和439号）仍未退役，但自2006年12月29日，所有封存的141型机车都被勒令转移至奥普拉登强制报废。141 401号机车则作为展览机车陈列于庞巴迪卡塞尔工厂的44型蒸汽机车旁。

## 馆藏机车
有如下141型机车在博物馆中保存：

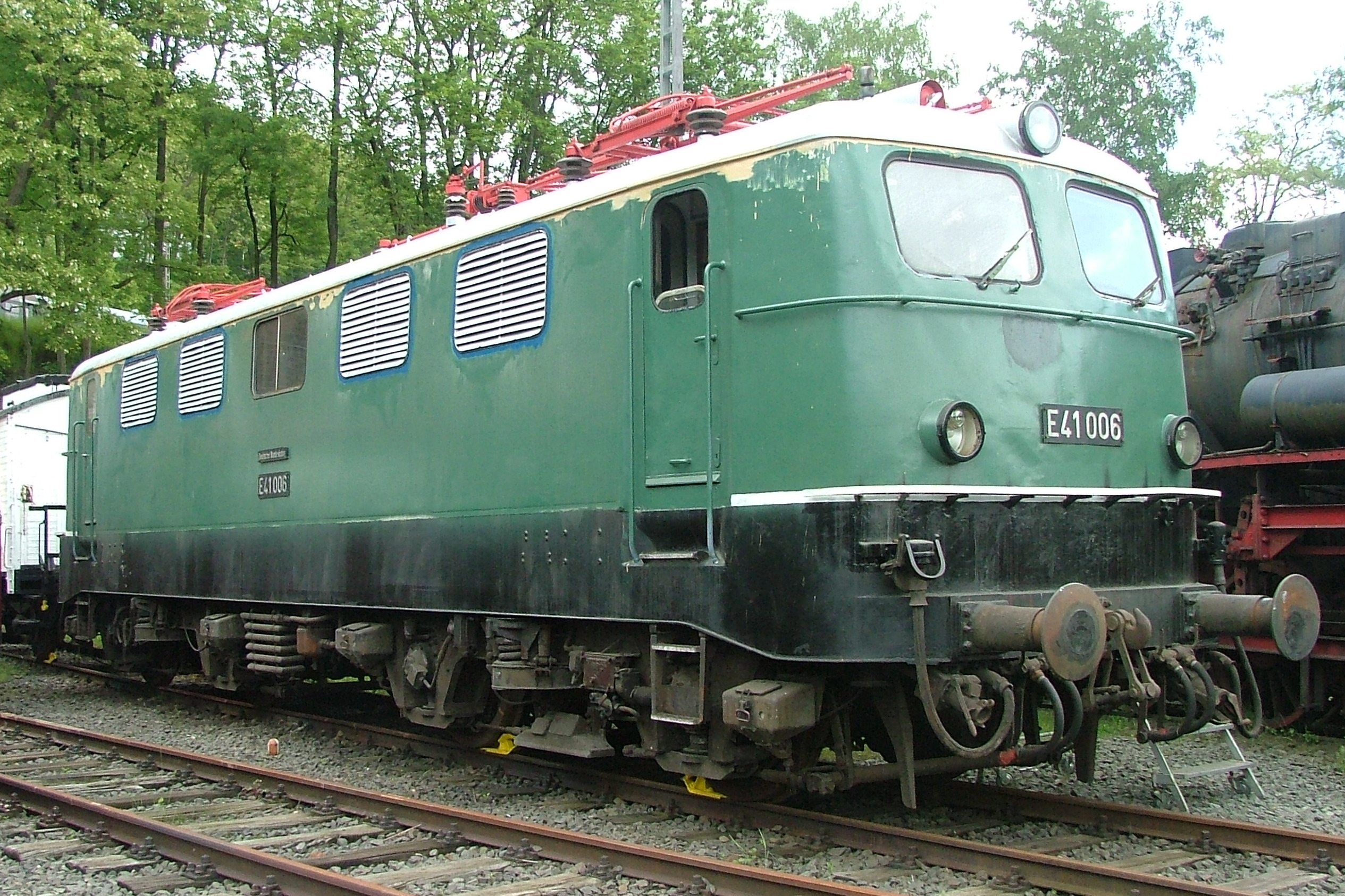
E 41 006号机车于蒂林豪森铁道博物馆（2006年）

- E 41 001号机车（试产机车，钴蓝色涂装，科布伦茨德国铁路博物馆（德语：DB Museum Koblenz））
- E 41 006号机车 （试产机车，氧化铬绿色涂装，蒂林豪森铁道博物馆（德语：Eisenbahnmuseum Dieringhausen））
- 141 011号机车 （氧化铬绿色涂装，由德铁区域运输持有，并租借至纽伦堡传统俱乐部）
- 141 055号机车 （氧化铬绿色涂装，科布伦茨德国铁路博物馆）
- 141 083号机车 （交通红色涂装，由纽伦堡交通博物馆持有，并租借至巴伐利亚铁道博物馆（德语：Bayerisches Eisenbahnmuseum））
- 141 228号机车 （氧化铬绿色涂装，由德铁区域运输持有，并租借至纽达姆施塔特-柯拉尼希施泰因铁道博物馆运营[5]）
- 141 248号机车 （交通红色涂装，由德国铁路博物馆持有，并租借至贝茨多夫铁道之友，驻扎于锡根）
- 141 366号机车 （交通红色涂装，科布伦茨德国铁路博物馆）
- 141 401号机车 （交通红色涂装，庞巴迪卡塞尔工厂展示机车）
- 141 161号机车 （东方红色涂装，在富尔达用作应急演练机车）
- 141 068号机车 （氧化铬绿色涂装，私人持有，在法兰克福作为火车司机培训机车）

值得一提的是141 160号机车也被保存了很长一段时间，作为在1988年退役的首台141型机车，它直至2005年12月均作为一个静态的供暖系统驻扎在诺特海姆车辆段，随后在现场被拆解。此外141 046号机车（海蓝色/米色涂装，原莱恩豪森维修车间的供电机车）在此期间也已被现场拆解。